# Tour de Polonia 2005
La 62.ª edición de la competición ciclista Tour de Polonia fue una carrera de ciclismo en ruta por etapas que se celebró entre el 12 y el 18 de septiembre de 2005 en Polonia con inicio en la ciudad de Gdansk y final la ciudad de Karpacz sobre un recorrido de 1213,4 kilómetros.
La carrera formó parte del UCI ProTour 2005 y fue ganada por el luxemburgués Kim Kirchen del Fassa Bortolo seguido de los neerlandesesno Pieter Weening y Thomas Dekker ambos del Rabobank.

## Equipos participantes
| ProTeams (20)- Bouygues Télécom - Cofidis-Le Crédit par Téléphone - Crédit Agricole - CSC - Davitamon-Lotto - Discovery Channel - Domina Vacanze-De Nardi - Euskaltel-Euskadi - Fassa Bortolo - Gerolsteiner - Illes Balears-Caisse d'Épargne - La Française des jeux - Lampre-Caffita - Liberty Seguros-Würth - Liquigas-Bianchi - Phonak Hearing Systems - Quick Step-Innergetic - Rabobank - Saunier Duval-Prodir - T-Mobile Equipos continentales profesionales (2)- Miche - Intel-Action |
| |

## Etapas
| Etapa       | Fecha     | Recorrido                    | type                   | Distancia (km) | Ganador         | Líder          |
| ----------- | --------- | ---------------------------- | ---------------------- | -------------- | --------------- | -------------- |
| 1.ª etapa   | 12 de sep | Gdansk – Elbląg              | etapa llana            | 149,6          | Baden Cooke     | Baden Cooke    |
| 2.ª etapa   | 13 de sep | Tczew – Olsztyn              | etapa llana            | 226,5          | Daniele Bennati | Luca Paolini   |
| 3.ª etapa   | 14 de sep | Ostróda – Bydgoszcz          | etapa llana            | 198            | Jaan Kirsipuu   | Luca Paolini   |
| 4.ª etapa   | 15 de sep | Inowrocław – Leszno          | etapa llana            | 206            | Daniele Bennati | Luca Paolini   |
| 5.ª etapa   | 16 de sep | Breslavia – Szklarska Poręba | etapa de media montaña | 200,3          | Fabian Wegmann  | Luca Paolini   |
| 6.ª etapa   | 17 de sep | Piechowice – Karpacz         | etapa de montaña       | 153            | Pieter Weening  | Pieter Weening |
| 7.ª etapa a | 18 de sep | Jelenia Góra – Karpacz       | etapa de montaña       | 61             | Kim Kirchen     | Kim Kirchen    |
| 7.ª etapa b | 18 de sep | Jelenia Góra – Karpacz       | cronoescalada          | 19             | Thomas Dekker   | Kim Kirchen    |

## Clasificaciones finales
Las clasificaciones finalizaron de la siguiente forma:

### Clasificación general
| \| Clasificación general \| Clasificación general \| Clasificación general \| Clasificación general \| Clasificación general \| \| Ciclista \| Ciclista \| Equipo \| Tiempo \| \| \| --------------------- \| --------------------- \| ------------------------------- \| --------------------- \| --------------------- \| \| 1.º \| Kim Kirchen \| Fassa Bortolo \| 32 h 11 min 58 s \| \| \| 2.º \| Pieter Weening \| Rabobank \| + 5 s \| \| \| 3.º \| Thomas Dekker \| Rabobank \| + 11 s \| \| \| 4.º \| Thomas Lövkvist \| La Française des jeux \| + 18 s \| \| \| 5.º \| Danilo Di Luca \| Liquigas-Bianchi \| + 34 s \| \| \| 6.º \| Michael Boogerd \| Rabobank \| + 1 min 04 s \| \| \| 7.º \| Jan Hruška \| Liberty Seguros-Würth \| + 2 min 14 s \| \| \| 8.º \| Marek Rutkiewicz \| Intel-Action \| + 2 min 43 s \| \| \| 9.º \| Sylvain Chavanel \| Cofidis-Le Crédit par Téléphone \| + 2 min 52 s \| \| \| 10.º \| José Luis Rubiera \| Discovery Channel \| + 3 min 54 s \| \| |                   |                                 |                  |
| |                   |                                 |                  |
| |                   |                                 |                  |
| Clasificación general |                   |                                 |                  |
| Ciclista | Ciclista          | Equipo                          | Tiempo           |
| 1.º | Kim Kirchen       | Fassa Bortolo                   | 32 h 11 min 58 s |
| 2.º | Pieter Weening    | Rabobank                        | + 5 s            |
| 3.º | Thomas Dekker     | Rabobank                        | + 11 s           |
| 4.º | Thomas Lövkvist   | La Française des jeux           | + 18 s           |
| 5.º | Danilo Di Luca    | Liquigas-Bianchi                | + 34 s           |
| 6.º | Michael Boogerd   | Rabobank                        | + 1 min 04 s     |
| 7.º | Jan Hruška        | Liberty Seguros-Würth           | + 2 min 14 s     |
| 8.º | Marek Rutkiewicz  | Intel-Action                    | + 2 min 43 s     |
| 9.º | Sylvain Chavanel  | Cofidis-Le Crédit par Téléphone | + 2 min 52 s     |
| 10.º | José Luis Rubiera | Discovery Channel               | + 3 min 54 s     |